# Ariadna ashantica
Ariadna ashantica är en spindelart som beskrevs av Embrik Strand 1916. Ariadna ashantica ingår i släktet Ariadna och familjen sexögonspindlar.
Artens utbredningsområde är Ghana. Inga underarter finns listade i Catalogue of Life.